# Erexim
Erexim (oficialment en portuguès Erechim) és un municipi de l'estat de Rio Grande do Sul, a Brasil. Pertany a la Mesorregió Nord-oest Ric-Grandense i a la Microrregió d'Erechim.
El municipi se situa al nord de Rio Grande do Sul, a la regió d'Alt Uruguai, sobre la serralada de la Sierra General. Té com a límits al nord els municipis d'Aratiba i Três Arroios, al sud Getúlio Vargas i Erebango, a l'est Gaurama i Áurea i a l'oest amb els municipis de Paulo Bento i Barão de Cotegipe. Té una població de 107.368 habitants (IBGE/2021). El significat d'Erexim és camp petit en idioma caingang, la ciutat va rebre aquest nom probablement per haver estat envoltada de boscatges en aquella època.

## Història
Inicialment anomenat Paiol Grande, va canviar el seu nom successivament per Boa Vista, Boa Vista de Erechim, José Bonifacio i finalment Erechim. Com a molts altres pobles a Brasil, Erexim va sorgir entorn de la via fèrria. En aquest cas, el ferrocarril que connecta Río Grande do Sul amb São Paulo.
Colonitzat en gran part per immigrants d'origen polonès, italià i alemany, la ciutat es va formar en 1908 en els marges del ferrocarril. Va ser en aquest any que 36 pioners entre immigrants europeus i altres vinguts d'antigues terres (Caxias do Sul), van arribar per via fèrria i van habitar el lloc, que aviat es va convertir en un districte de Passo Fundó.
Amb el creixement de la ciutat i la seva economia -agricultura, ramaderia, comerç i serveis- el municipi d'Erexim va ser creat el 30 d'abril de 1918 pel Decret N º 2343, signat per Borges de Medeiros, llavors governador de l'estat de Rio Grande do Sul.
La ciutat que alguna vegada va ser coneguda com la capital del blat, a causa del gran volum de grans produïts en l'agricultura, avui és considerada la capital de l'Amistat.
Erexim es troba a uns 793 m sobre el nivell del mar, latitud 27°37'54 " i longitud 57º16'52". El seu clima és subtropical i té les quatre estacions ben definides (primavera, estiu, tardor i hivern). La temperatura mitjana anual és de 15,9 °C, la màxima és de 35 °C i la mínima de -6 °C. Les precipitacions són irregulars, arribant fins a 1.618 mm anuals. En el duríssim hivern de 1975, la mínima a la ciutat va ser de -11 °C durant 5 dies consecutius i la màxima no va superar els 3 °C. Segons les dades històriques (INMET), Erexim està entre les 20 ciutats més fredes en el sud de Brasil. La precipitació de neu és un esdeveniment rar en aquesta regió.
L'accés a la ciutat es realitza per via aèria, per l'Aeroport Federal Comandant Kraemer, per carretera, per les rutes RS-135, RS-331, RS-419, RS-420, RS-480, BR-153 i BR-480, que connecta els diferents municipis de la regió (totes pavimentades) i la distància cap a la capital de l'estat, Porto Alegre, és de 360 km.